# Ellis Island
Ellis Island (en català "illa d'Ellis") és una illa situada al port de Nova York, incorporada des de 1965 al Monument Nacional de l'Estàtua de la Llibertat.
Va ser des del segle xix el punt d'inspecció legal i mèdica dels immigrants que arribaven als Estats Units per via marítima. Es calcula que uns 12 milions de persones van passar-hi entre 1892 i 1956.
Actualment és propietat dels estats de Nova York i Nova Jersey i el seu edifici principal és la seu d'un museu dedicat a la immigració, després de ser remodelat el 1990.

## Història
Ellis ha tingut tantes denominacions com utilitzacions diferents al llarg de la seva història. Si en un inici les tribus índies locals es referien a ella com "Kioshk" o "Gull Island", durant l'etapa de colonització, va passar a ser coneguda com a "Illa de l'Ostra" ("Oyster Island"). La seva designació actual, doncs, es remunta a la dècada de 1770, quan Samuel Ellis en va esdevenir propietari.
El 1808 el Govern Federal va comprar l'illa, destinant-la a usos bàsicament militars durant aquest període i, especialment, en el transcurs de la guerra de 1812 contra els anglesos, quan va ser convertida en fort.
Posteriorment, i a partir de la disposició del president Benjamin Harrison el 1890, Ellis es va convertir en la principal duana de la ciutat. Entre 1892 i 1954 aproximadament 12 milions de passatgers, que van arribar als Estats Units a través del port de Nova York, hi van ser posats sota inspecció, tant de tipus legal com mèdic, encara que s'estima que només un mínim percentatge va ser deportat al país d'origen (un 2%), sent aquest grup integrat principalment per polígams, criminals, anarquistes i portadors de malalties infeccioses.
Durant la Primera Guerra Mundial el flux d'entrada de població va disminuir notablement. És en aquest moment, a més a més, quan el recinte és utilitzat alhora com a lloc de reclusió d'aquells estrangers considerats com a enemics o sospitosos.
Amb la normalització del sistema d'immigració perd la seva anterior funció, i l'illa fou abandonada el novembre de 1954.
L'11 de maig de 1965, durant la presidència de Lyndon Johnson, va ser declarada part del Monument nacional que conforma l'Estàtua de la Llibertat.
Actualment, doncs, Ellis segueix sent propietat federal de l'Estat de Nova Jersey, si bé el seu ús es limita a funcions exclusivament turístiques. L'edifici principal és l'únic obert al públic de les tres dotzenes de construccions existents. Reobert el 10 de setembre de 1990, després d'una restauració total que va costar més de 160 milions de dòlars, l'anomenat Immigration Museum està dedicat a la memòria d'aquells immigrants de tercera classe i al paper que aquest lloc va tenir durant el procés d'immigració massiva dels segles XIX i XX.
Avui dia, més de 100 milions de nord-americans poden trobar entre els seus avantpassats, persones que van sojornar a l'illa Ellis, a banda del fet que moltes de les persones que hi van passar, encara són vives.